# إليجاه بوند
إليجاه بوند (بالإنجليزية: Elijah Bond) هو مهندس أمريكي، ولد في 23 يناير 1847، وتوفي في 14 أبريل 1921.

## وصلات خارجية
- الموقع الرسمي